# Liste der Baudenkmäler in Winterberg
Die Liste der Baudenkmäler in Winterberg enthält die denkmalgeschützten Bauwerke auf dem Gebiet der Stadt Winterberg im Hochsauerlandkreis in Nordrhein-Westfalen (Stand: Juli 2021). Diese Baudenkmäler sind in der Denkmalliste der Stadt Winterberg eingetragen; Grundlage für die Aufnahme ist das Denkmalschutzgesetz Nordrhein-Westfalen (DSchG NRW).

## Allgemein
- Bild: Bild des Kulturdenkmals, ggf. zusätzlich mit einem Link zu weiteren Fotos des Kulturdenkmals im Medienarchiv Wikimedia Commons
- Bezeichnung: Name des Kulturdenkmals
- Lage: Straßenname und Hausnummer oder Flurstücknummer des Kulturdenkmal, gegebenenfalls auch den Ortsteil. Die Grundsortierung der Liste erfolgt nach dieser Adresse. Der Link (Karte) führt zu verschiedenen Kartendiensten mit der Position des Kulturdenkmals. Fehlt dieser Link, wurden die Koordinaten noch nicht eingetragen. Sind diese bekannt, können sie über ein Tool mit einer Kartenansicht einfach nachgetragen werden. In dieser Kartenansicht sind Kulturdenkmale ohne Koordinaten mit einem roten bzw. orangen Marker dargestellt und können durch Verschieben auf die richtige Position in der Karte mit Koordinaten versehen werden. Kulturdenkmale ohne Bild sind an einem blauen bzw. roten Marker erkennbar.
- Beschreibung: Kurzcharakteristik des Kulturdenkmals
- Bauzeit: Baubeginn, Fertigstellung, Datum der Erstnennung oder grobe zeitliche Einordnung entsprechend des Eintrags in der zuständigen Denkmaldatenbank
- Eingetragen seit: Datum der Erfassung in der zuständigen Denkmaldatenbank

## Baudenkmäler
In der folgenden Liste sind mehrere Nummern nicht aufgeführt (lfd. Nr. 9–13, 19, 23, 25, 26, 28–34, 36, 40, 41, 45, 47, 49–52, 55–69, 73–74, 82, 83, 87, 89–91). Ob es sich durchweg um ehemalige Baudenkmäler handelt oder ob sie aus anderen Gründen nicht in der Liste stehen, konnte noch nicht geklärt werden.
| Bild                                                           | Bezeichnung                                                    | Lage                                              | Beschreibung | Bauzeit         | Eingetragen seit   | Denkmal- nummer |
| -------------------------------------------------------------- | -------------------------------------------------------------- | ------------------------------------------------- | --- | --------------- | ------------------ | --------------- |
| weitere Bilder                                                 | katholische Pfarrkirche St. Jakobus der Ältere                 | Kernstadt Kirchstraße 8 Karte                     | nach Brand 1801 aus Steinen der Stadtmauer aufgebaut, einschiffigen Saal mit fünf Jochen und einem 3/8-Chorschluss                                                    | 13. Jahrhundert | 4. Februar 1985    | 1               |
|                                                                | Kapelle auf dem Kreuzberg                                      | Kernstadt Kreuzbergweg                            | |                 | 4. Februar 1985    | 2               |
| Fachwerkgiebelhaus                                             | Fachwerkgiebelhaus                                             | Kernstadt Hauptstraße 23 Karte                    | |                 | 4. Februar 1985    | 3               |
| Fachwerkgiebelhaus                                             | Fachwerkgiebelhaus                                             | Kernstadt Hauptstraße 26 Karte                    | |                 | 28. Juni 1989      | 4               |
| verschiefertes Giebelhaus und Fachwerk-Wirtschaftsbau          | verschiefertes Giebelhaus und Fachwerk-Wirtschaftsbau          | Kernstadt Hellenstraße 10 Karte                   | |                 | 11. April 1985     | 5\6             |
| weitere Bilder                                                 | Fachwerkgiebelhaus                                             | Kernstadt Hellenstraße 24 Karte                   | | 1759            | 11. April 1985     | 7               |
| weitere Bilder                                                 | Fachwerkgiebelhaus                                             | Kernstadt Marktstraße 15 Karte                    | | 1791            | 10. April 1985     | 8               |
| BW                                                             | katholische Pfarrkirche St. Erasmus                            | Altastenberg Am Dorfgarten 2 Karte                | Vorläuferkapelle von 1724, neue Saalkirche 1823 aus Bruchstein errichtet                                                                                              | 1823–1826       | 12. April 1985     | 14              |
| BW                                                             | katholische Kapelle St. Hubertus                               | Altenfeld Eichenweg 17 Karte                      | | 1654            | 4. Februar 1985    | 15              |
| weitere Bilder                                                 | katholische Pfarrkirche St. Lambertus                          | Grönebach Lambertusplatz 3 Karte                  | 1878 an den alten Turm neu angebauter Neubau mit Hauptsaal mit vier Säulen und zwei Seitenschiffen, Schieferdach                                                      | 13. Jahrhundert | 4. Februar 1985    | 16              |
| BW                                                             | Fachwerkgiebelhaus                                             | Elkeringhausen Am See 2 Karte                     | |                 | 12. April 1985     | 17              |
| BW                                                             | Barockaltar katholische Kirche Hildfeld                        | Hildfeld Karte                                    | |                 | 21. Januar 1985    | 18              |
| evangelische Kirche Langewiese                                 | evangelische Kirche Langewiese                                 | Langewiese Langewieser Straße Karte               | Martin-Luther-Kirche, eine der ältesten evangelischen Kirchen in der Region                                                                                           | 1878            | 5. August 1985     | 20              |
| katholische Kirche St. Laurentius                              | katholische Kirche St. Laurentius                              | Neuastenberg Neuastenberger Straße 27 Karte       | klassizistische, geostete Saalkirche mit dreiseitigem Chor, 1961–1962 erweitert                                                                                       | 1837/38         | 25. Juli 1985      | 21              |
| BW                                                             | Kreuzbergkapelle                                               | Altastenberg Historischer Pfad Karte              | rechteckiger Bruchsteinbau mit Drei-Sechstel-Schluss, Schieferdach | 1867            | 9. Oktober 1985    | 21a             |
| BW                                                             | katholische Kirche Silbach                                     | Silbach Bergfreiheit 58 Karte                     | nach Brand aus heimischem Bruchstein neu errichtet, Freistehender Glockenturm von 1964 neben der alten Dorfkirche                                                     | 1809            | 5. August 1985     | 22              |
| BW                                                             | Altes Kurhaus                                                  | Kernstadt Fichtenweg 8–10 Karte                   | |                 | 9. Juli 1990       | 24              |
| BW                                                             | evangelisches Pastorat                                         | Kernstadt Am alten Garten 4 Karte                 | |                 | 25. November 1987  | 27              |
| Bürgerhaus                                                     | Bürgerhaus                                                     | Kernstadt Hauptstraße 33 Karte                    | |                 | 28. August 1995    | 35              |
| Fachwerktraufenhaus                                            | Fachwerktraufenhaus                                            | Kernstadt Am Kurpark 1 Karte                      | |                 | 4. Februar 1985    | 37              |
| Bürgerhaus                                                     | Bürgerhaus                                                     | Kernstadt Hellenstraße 32 Karte                   | |                 | 28. August 1995    | 38              |
| Bürgerhaus                                                     | Bürgerhaus                                                     | Kernstadt Hellenstraße 34 Karte                   | |                 | 28. August 1995    | 39              |
| Fachwerktraufenhaus mit rückwärtigem Querflügel                | Fachwerktraufenhaus mit rückwärtigem Querflügel                | Kernstadt Kirchstraße 2 Karte                     | |                 | 8. Januar 1996     | 42              |
| Doppelhaus unter Krüppelwalmdach (Pfarrhaus und Vikarie)       | Doppelhaus unter Krüppelwalmdach (Pfarrhaus und Vikarie)       | Kernstadt Kirchstraße 7/7a Karte                  | |                 | 25. November 1987  | 43              |
| Zweigeschossiges Traufenhaus unter Krüppelwalm „Altes Rathaus“ | Zweigeschossiges Traufenhaus unter Krüppelwalm „Altes Rathaus“ | Kernstadt Kirchstraße 9 Karte                     | |                 | 29. November 1989  | 44              |
| Verschiefertes Fachwerkgiebelhaus                              | Verschiefertes Fachwerkgiebelhaus                              | Kernstadt Marktstraße 1 Karte                     | |                 | 25. November 1987  | 46              |
| weitere Bilder                                                 | Fachwerktraufenhaus mit Satteldach                             | Kernstadt Marktstraße 11 Karte                    | |                 | 25. November 1987  | 48              |
| Bürgerhaus                                                     | Bürgerhaus                                                     | Kernstadt Marktstraße 26/26a Karte                | |                 | 28. August 1995    | 53              |
| Fachwerkgiebelhaus                                             | Fachwerkgiebelhaus                                             | Kernstadt Marktstraße 28 Karte                    | |                 | 24. Juli 1996      | 54              |
| Bürgerhaus                                                     | Bürgerhaus                                                     | Kernstadt Hauptstraße 31 Karte                    | |                 | 28. August 1995    | 70              |
| Fachwerkbauernhaus                                             | Fachwerkbauernhaus                                             | Siedlinghausen Sorpestraße 25 Karte               | |                 | 28. Oktober 1988   | 71              |
| sog. Borgs Scheune                                             | sog. Borgs Scheune                                             | Züschen Felsenstraße/Mollseifener Straße 16 Karte | |                 | 30. Juni 1989      | 72              |
| Bürgerhaus                                                     | Bürgerhaus                                                     | Kernstadt Marktstraße 20 Karte                    | |                 | 28. August 1995    | 75              |
|                                                                | Montanuskapelle                                                | Altenfeld Krauseholz Altenfeld                    | |                 | 26. September 1990 | 76              |
| BW                                                             | Fachwerkhaus                                                   | Züschen Nuhnetalstraße 29 Karte                   | |                 | 27. August 1992    | 78              |
| weitere Bilder                                                 | katholische Pfarrkirche St. Johannes Baptist                   | Züschen Mollseifener Straße 14 Karte              | erste Pfarrkirche aus dem 12. Jahrhundert, nach Abbruch im neugotischen Stil erbaut, einschiffiges Langhaus mit vier Jochen, einem 5/8-Chorschluss und einem Westturm | 1857            | 23. Oktober 1992   | 79              |
| BW                                                             | Fachwerkhaus                                                   | Niedersfeld Ruhrstraße 36 Karte                   | |                 | 25. Januar 1993    | 80              |
|                                                                | Bildstock „Auf dem Hamm“                                       | Elkeringhausen                                    | |                 | 2. Dezember 1993   | 81              |
| Schützenhalle Siedlinghausen                                   | Schützenhalle Siedlinghausen                                   | Siedlinghausen Hochsauerlandstraße 36 Karte       | | 1905            | 14. August 1996    | 84              |
| Kreuzweg „Am Hackelberg von 1855“                              | Kreuzweg „Am Hackelberg von 1855“                              | Züschen Karte                                     | | 1855            | 23. April 1999     | 85              |
| BW                                                             | Kreuzweg von 1874                                              | Silbach Karte                                     | | 1874            | 12. März 2002      | 86              |
|                                                                | 13 Reliefplatten des Kreuzweges                                | Siedlinghausen                                    | |                 | 21. August 2002    | 88              |
| Jüdischer Friedhof                                             | Jüdischer Friedhof                                             | Kernstadt Wernsdorfer Straße Karte                | | 1836–1935       | 13. Dezember 2010  | 92              |

## Ehemalige Baudenkmäler
Die folgenden Objekte wurden aus der Denkmalliste gelöscht, d. h. der Baudenkmalschutz wurde aufgehoben:
| Bild           | Bezeichnung | Lage                          | Beschreibung | Bauzeit | Eingetragen seit                              | Denkmal- nummer |
| -------------- | ----------- | ----------------------------- | --- | ------- | --------------------------------------------- | --------------- |
| weitere Bilder | Bobhaus     | Kernstadt Auf der Kappe Karte | Jugendstil - Gebäude an der Bobbahn Winterberg, errichtet als Clubhaus, heute als Bergrestaurant genutzt; durch einen Brand am 6. Juni 2009 wurden große Teile der historischen Bausubstanz zerstört, die Kuppel wurde anschließend abgerissen und neu hergestellt | 1911    | 4. Februar 1985 gelöscht am 8. September 2009 | 9               |